# Comuna Cuconeștii Noi, Edineț
Comuna Cuconeștii Noi este o comună din raionul Edineț, Republica Moldova. Este formată din satele Cuconeștii Noi (sat-reședință) și Cuconeștii Vechi.

## Demografie
Conform datelor recensământului din 2014, comuna are o populație de 1.869 de locuitori. La recensământul din 2004 erau 2.081 de locuitori.

## Administrație și politică
Componența Consiliului local Cuconeștii Noi (9 consilieri), ales la 5 noiembrie 2023, este următoarea:
|  | Partid                                       | Consilieri | Componență | Componență | Componență | Componență | Componență |
|  | -------------------------------------------- | ---------- | ---------- | ---------- | ---------- | ---------- | ---------- |
|  | Partidul Socialiștilor din Republica Moldova | 5          |            |            |            |            |            |
|  | Candidat independent NATALIA VOINA           | 1          |            |            |            |            |            |
|  | Partidul Social Democrat European            | 2          |            |            |            |            |            |
|  | Candidat independent ELENA ZUBRIȚCAIA        | 1          |            |            |            |            |            |